# Кастелучо (Арецо)
Кастелучо је насеље у Италији у округу Арецо, региону Тоскана.
Према процени из 2011. у насељу је живело 527 становника. Насеље се налази на надморској висини од 215 м.